# Héctor Gutiérrez Ruiz
Héctor José Gutiérrez Ruiz (Montevideo, 21 de febrero de 1934 - Buenos Aires, 20 de mayo de 1976) fue un político uruguayo, perteneciente al Partido Nacional.
Fue víctima de la dictadura cívico-militar, siendo asesinado durante su exilio en Buenos Aires junto al político frenteamplista (anteriormente colorado) Zelmar Michelini y dos ex tupamaros, Rosario del Carmen Barredo y William Whitelaw Blanco.

## Biografía
Nació el 21 de febrero de 1934, en Montevideo. Hijo de Lino Gutiérrez y Francisca Ruiz.
En Montevideo cursa su educación primaria, primero en el colegio Clara Jackson de Heber y luego en el Colegio Seminario. En este último también cursó su educación secundaria.
Cursa en 1958 el primer año de la carrera de abogacía en la Facultad de Derecho de la Universidad de la República. Entre 1959 y 1960 cursa Filosofía en la Universidad Complutense de Madrid, España.
Desde 1962 hasta 1973, año del Golpe de Estado, trabaja como administrador rural en una empresa familiar, en la estancia "Los Cimarrones", en el Departamento de Tacuarembó.
Casado con Matilde Rodríguez Larreta, tuvieron 5 hijos: Marcos, Juan Pablo, Magdalena, Facundo y Mateo.

## Carrera política
En 1958 comienza su militancia política, en un principio dentro del herrerismo, acompañando a Alberto Héber Usher.  
En 1962, junto a otros jóvenes del Herrerismo, funda el sector "8 de abril", nombre en referencia a la fecha del fallecimiento de Luis Alberto de Herrera. 
En las elecciones de 1966 es elegido por primera vez como diputado por Tacuarembó.  
En 1968 actúa como orador en el Paraninfo de la Universidad de la República del Movimiento por las Libertades Públicas. 
En 1970 participa, junto a otras figuras como Alberto Zumarán, Alberto Volonté y Pivel Devoto, entre otros, en la creación del movimiento Por la Patria, bajo el liderazgo de Wilson Ferreira Aldunate. 
Participa, junto al recientemente creado sector, en las elecciones de 1971 logrando renovar su banca de diputado.  
En 1972 fue elegido por sus pares como presidente de la Cámara de Representantes, y un año después en 1973 vuelven a designarlo para ese puesto. Es el presidente de la Cámara de Representantes cuando se produce el golpe de Estado del 27 de junio de 1973. 
Por el golpe se exilia en la Argentina, donde trabaja como comerciante en un almacén para subsistir y, desde el exterior, se movilizó constantemente contra la dictadura militar uruguaya. 
En 1975 es invitado por el Parlamento Europeo, como Presidente de la Cámara de Diputados del Uruguay, a una reunión de parlamentarios en Luxemburgo, donde denuncia la situación que vivía el pías bajo el régimen cívico militar, en particular en lo referente a la violación de los Derechos Humanos. Se pone en contacto con Amnistía Internacional.
El 18 de mayo de 1976 es secuestrado en Buenos Aires. Esta acción es llevada a cabo en el marco del Plan Cóndor (operativo de coordinación represiva regional), entre fuerzas militares argentinas y uruguayas. Fue trasladado a un centro de represión clandestino. Tres días después, el día 21 de mayo, aparece muerto dentro de un auto, en la vía pública de la ciudad de Buenos Aires, junto a los también secuestrados exsenador Zelmar Michelini y el matrimonio de Rosario Barredo y William Whitelaw Blanco.

## Actividad periodística
Entre 1970 y 1971 dirige como Director el diario nacionalista El Debate, junto a Diego Terra Carve y Juan Carlos Fourest.

## Posteridad
El 20 de mayo de 2006 se inauguró en el Museo Histórico Nacional (Casa de Rivera) la muestra "Una nación agredida" en homenaje a Héctor Gutiérrez Ruiz y Zelmar Michelini, promovida por la Dirección Nacional de Cultura y la Dirección de Derechos Humanos del Ministerio de Educación y Cultura.
El 16 de noviembre de 2006 el juez uruguayo Roberto Timbal sometió a proceso y a prisión preventiva al exdictador Juan María Bordaberry y al ex canciller de la dictadura militar Juan Carlos Blanco, imputándoles la autoría intelectual de dichos crímenes.
En marzo de 2010 la fiscal Mirtha Guianze solicitó una condena de 30 años de prisión para el exdictador Juan María Bordaberry y para el excanciller Juan Carlos Blanco por los asesinatos de Zelmar Michelini, Héctor Gutiérrez Ruiz, Rosario Barredo y William Whitelaw Blanco en 1976.

## Homenaje
La avenida que une la capital de Tacuarembó con Balneario Iporá, Avenida Héctor Gutiérrez Ruiz, lleva este nombre en homenaje al político.
El 11 de junio de 2024 el Senado de la República da sanción definitiva al proyecto de ley donde se denomina con su nombre a la escuela 330 de Tiempo Completo de Montevideo.